# William Steinkamp
William Steinkamp (* 9. Juni 1953 in Los Angeles) ist ein US-amerikanischer Filmeditor.

## Leben
Der Sohn des Schnittmeisters Fredric Steinkamp hatte in den 1970er-Jahren das Handwerk unter der Anleitung seines Vaters erlernt und arbeitete ihm bei Produktionen wie Bobby Deerfield – der Himmel kennt keine Günstlinge und Fedora zu. Anschließend kollaborierten Vater und Sohn Steinkamp gleichberechtigt bei nahezu sämtlichen Folgearbeiten bis Die Firma. Seitdem war er alleinverantwortlich tätig. William Steinkamp schnitt Produktionen der unterschiedlichsten Genres, darunter immer wieder Filme Sydney Pollacks.
In seiner bisherigen Karriere war Steinkamp drei Mal für den Oscar nominiert.

## Filmografie
- 1980: Die Machtprobe (Hide in Plain Sight)
- 1981: King of the Mountain (King of the Mountain)
- 1982: Tootsie
- 1984: Gegen jede Chance (Against All Odds)
- 1985: White Nights – Die Nacht der Entscheidung (White Nights)
- 1985: Jenseits von Afrika (Out of Africa)
- 1987: Die diebische Elster (Burglar)
- 1987: Die Nacht der Abenteuer (Adventures in Babysitting)
- 1988: Die Geister, die ich rief … (Scrooged)
- 1989: Die fabelhaften Baker Boys (The Fabulous Baker Boys)
- 1990: Havanna (Havana)
- 1992: Man Trouble – Auf den Hund gekommen (Man Trouble)
- 1992: Der Duft der Frauen (Scent of a Woman)
- 1993: Die Firma (The Firm)
- 1996: Mississippi Delta – Im Sumpf der Rache (Heaven’s Prisoners)
- 1996: Die Jury (A Time to Kill)
- 1997: … denn zum Küssen sind sie da (Kiss the Girls)
- 1998: Goodbye Lover
- 1999: Dr. Mumford (Mumford)
- 1999: Begegnung des Schicksals (Random Hearts)
- 2001: Heartbreakers – Achtung: Scharfe Kurven! (Heartbreakers)
- 2001: Sag’ kein Wort (Don’t Say a Word)
- 2003: Das Urteil – Jeder ist käuflich (Runaway Jury)
- 2005: Die Dolmetscherin (The Interpreter)
- 2005: Midnight Clear (Kurzfilm)
- 2007: Der Klang des Herzens (August Rush)
- 2008: The Express
- 2010: Casino Jack
- 2012: The Courier
- 2012: Freaky Deaky
- 2012: Die dunkle Wahrheit (A Dark Truth)
- 2013: Breakout
- 2014: A Fighting Man
- 2014: After
- 2017: Die Hütte – Ein Wochenende mit Gott (The Shack)
- 2021: Mixtape